# Пять варваров
Пять варваров. В традиционной китайской историографии термин ху (кит. 胡, пиньинь hú) обозначает как кочевые племена Великой Степи, так и западных горцев. При всём многообразии народов и племён китайские историки IV века разделили их на пять племенных групп:
- Хунну (сюнну, 匈奴 Xiōngnú) — кочевой народ монгольской степи, создавший мощную родовую державу в III веке до н. э.. В конце I века н. э. государство хунну, ослабленное внутренними противоречиями, было уничтожено сяньбийцами под руководством Таншихая; после этого часть хуннов расселилась вдоль Великой стены, перейдя в китайское подданство. В IV—V веках хунну основали на территории Северного Китая государства:
  - Северная Хань (304—318)
  - Ранняя Чжао (318—329; иногда объединяется с Северной Хань в одно государство Хань Чжао)
  - Северная Лян или Хэси (397—439)
  - Ся (407—431)
- Цзе (羯 Jié) — по гипотезе Л. Н. Гумилёва неоднородное образование, имя реконструируется как «кул». Слово qul в тюркских языках означает «раб», но в древности так зачастую назывались иноплеменники, проживавшие в хуннской среде, но не являвшиеся членами хуннского рода [1] [2]. По мнению Таскина В.С., отождествление Цзелу, или кулов, с Цзесцами явно ошибочно и, по-видимому, связано с неправильным прочтением французской транскрипции в работах западных авторов. Такие случаи в работах Л.Н. Гумилева не редкость. Цзе, или Цзеши — название местности, где проживало одно из сюннуских кочевий. По местности китайцы стали называть это кочевье цзескими хусцами (сюннусцами), и, таким образом, цзе — это не самоназвание кочевья. Главный город уезда Усян находился в 30 ли к северо-западу от современного уездного города Юйшэ в пров. Шаньси[3]. Цзе основали государство:
  - Поздняя Чжао (319—351)
- Сяньби (鮮卑 Xiǎnbēi) — воинственные кочевники из южной Маньчжурии. В конце I века уничтожили державу хуннов, но не смогли создать собственное государство в монгольской степи. Делились на множество родов, самые известные из которых — Мужун и Тоба (табгач). Государства сяньби:
  - Ранняя Янь (337—370)
  - Поздняя Янь (384—409)
  - Западная Янь (384—396; обычно не включается в число Шестнадцати государств)
  - Южная Янь (400—410)
  - Западная Цинь (385—431)
  - Южная Лян (397—414)
  - Дай (305—377; обычно не включается в число Шестнадцати государств)
- Ди (氐 Dī) — земледельческие племена предгорий нынешних провинций Шэньси, Ганьсу и Сычуань, потомки древних жунов. В литературе иногда называются тангутами, хотя средневековые тангуты — совсем другой народ[4]. Государства ди:
  - Чэн-Хань (303—347)
  - Ранняя Цинь (351—394)
  - Поздняя Лян (386—403)
- Кяны (цян, 羌 Qiāng) — кочевые монголоидные племена Тибета, основали одно царство:
  - Поздняя Цинь (384—417)

Кроме того, в этот период в Северном Китае существовали царства, основанные этническими китайцами, по тем или иным причинам не подчинявшиеся империи Восточная Цзинь. К этим царствам относятся:
- Ранняя Лян (320—376)
- Жань Вэй (350—352; обычно не включается в число Шестнадцати государств)
- Западная Лян (400—421)
- Северная Янь (409—436)